# 兵隊元帥欧州戦記
『兵隊元帥欧州戦記』（へいたいげんすいおうしゅうせんき）は林譲治によって書かれた架空戦記である。全5巻。その後の大戦経過は、『焦熱の波涛』（全9巻）として書かれている。

## 各巻題名
- 歴史群像新書（学習研究社発行）
  - 兵隊元帥欧州戦記〈1〉独立戦車隊、北アフリカ殴り込み！（ISBN 405400833X）
  - 兵隊元帥欧州戦記〈2〉仮装航巡東洋丸、北太平洋疾風怒濤！（ISBN 4054008631）
  - 兵隊元帥欧州戦記〈3〉出撃！伊号第三〇潜、マルタ島陸海攻略作戦!!（ISBN 405400864X）
  - 兵隊元帥欧州戦記〈4〉綾波隊、インド洋作戦!!（ISBN 405400914X）
  - 兵隊元帥欧州戦記〈5〉中東打通作戦！（ISBN 405400959X）

## あらすじ
旧日本陸海軍では一兵卒から将校まで累進したいわゆる「たたき上げ」の進級の限界は、年齢やポストから普通は大尉であり、佐官にまで昇進した兵出身将校は俗に「兵隊元帥」と呼ばれていた。欧州戦線に派遣された兵隊元帥、影山秀夫少佐が率いる戦車部隊を中心に、その周りで起きるもうひとつの第二次世界大戦を下士官から見た物語。
1. 独立戦車隊、北アフリカ殴り込み！
昭和17年9月。影山靖子が町内会の主催した映画会で上映されたニュースを見て驚いた。そこに映し出されていたのは、ロンメル元帥から十字勲章を受け取る一人の帝国陸軍士官。それは行方不明であった夫、影山少佐であった。どうして、帝国陸軍の士官が十字勲章を受け取ることになったのか？どうして、北アフリカに帝国陸軍の戦車部隊がいるのか？
それは昭和16年11月までさかのぼる。帝国陸軍は三国同盟の一環として、太平洋戦争勃発寸前に、独立戦車隊とよばれる特別編成部隊を、改良型の九七式戦車を引き下げて、北アフリカ戦線に送り込むことにしたのだ。膠着状態の北アフリカ戦線。独立戦車隊は果たして、この戦いに勝つことができるのだろうか。
2. 仮装航巡東洋丸、北太平洋疾風怒濤！
北大西洋を航行中のイギリス向けの輸送船団。イギリスの唯一の生命線であるこの部隊が、突如現れた航空機部隊によって壊滅。それは、欧州の枢軸国が空母を持った瞬間であった。
欧州で枢軸国が唯一持つ空母、その名は仮装航空巡洋艦『シャルンホルスト』。その正体は、独立戦車隊をヨーロッパへ送り届けた貨物船『東洋丸』であった。
空母を通商破壊の道具として、戦力化したドイツ海軍。しかし、内訳はドイツは艦を日本は空母の運営技術を、イタリアは航空機を、と独日伊の兵士たちが入り乱れた状態。だが、その攻撃力は計り知れないものであった。連合国側も黙って見過ごすわけには行かない。空母『シャルンホルスト』を撃沈すべく、北大西洋／北海に大規模な作戦が展開された。
時間軸上は3巻・4巻より後の物語である。
3. 出撃！伊号第三〇潜、マルタ島陸海攻略作戦!!
ついに、地中海の要イギリス領マルタ島の攻略が開始される。主力戦力はドイツ・イタリアの連合航空部隊。独立戦隊の一部は降下兵として参加することになった。三国同盟に協力していない、と批判されることを恐れた日本海軍も宣伝目的で参加することに……。選ばれたのは、『飛龍』の生き残りをドイツまで送り届け、唯一のヨーロッパにいた伊号第三〇潜であった。
おりしも、イギリスはマルタ島防衛のための艦隊がジブラルタルより出撃。地中海において、再びイギリス海軍と日本海軍が衝突することになった。
4. 綾波隊、インド洋作戦!!
独立戦車隊／仮装航空巡洋艦『シャルンホルスト』の活躍で、ようやく「何をすべきか」をわかった日本軍は『綾波隊』とよばれる初の通商破壊専門部隊を誕生させた。目的は、インドやオーストラリアなどからイギリス向けの輸送船団を撃破すること。
マルタ島が陥落した今、インド洋から喜望峰を回ってくる輸送船団はイギリスにとって、何としても守らなければならない重要な生命線だった。綾波隊の戦力を過剰に見たイギリス海軍は、戦艦を主力として綾波隊の撃破を試みるが……
5. 中東打通作戦！
マルタ島陥落による地中海の枢軸化、インド洋での綾波隊の活躍により、ますます危うくなってきたイギリス。膠着状態であった北アフリカ戦線もようやく動き出した。地中海を渡ってくる豊富な物資により、ロンメルは戦闘を開始。逆に満足な補給を受けられないイギリス軍は後退を余儀なくされる。そして、ついにエジプトは陥落し、併せてスエズ運河が枢軸国側のモノとなった。
日本はヨーロッパに向け、捕獲艦を中心とした輸送艦隊を派遣する。東南アジアで獲得した資源をヨーロッパの優れた工業品と交換するのが目的であった。一方アメリカ海軍は、これを阻止するために最新鋭の空母『エセックス』をインド洋に出撃させるが……。

## 登場人物
影山秀夫
陸軍少佐。いわゆる兵隊元帥。北アフリカで独立歩兵第一大隊（実質的には戦車隊）、通称影山隊を率いて活躍する。
欧州戦線では膠着状態であった北アフリカ戦線の突破口を開いたり、日本初の空中降下作戦の実戦経験を積んだりと活躍。そのため、日本で初めてロンメル元帥から十字勲章を受け取ることとなった。しかし、実際は北アフリカに飛ばされたと感じており、見知らぬ地で命を落としていく部下に同情を隠さない。いつか責任者に文句を言うつもりだが、欧州で活躍すればするほど日本に戻れなくなってきていることに気がつく。
なお、帝国歯車という中堅機械メーカーの御曹司であったが、士官学校に行かず、一兵卒として陸軍に入隊。そのことが士官学校に入ったモノと思っていた父親に発覚。軍へのコネを作ることを狙っていたために、激怒して勘当された。しかし、今回欧州へ渡るために、一時的に勘当は解かれ帝国歯車の「二代目」という身分を名乗った。
名前の由来は『超電子バイオマン』のドクターマンの本名から。
郷真一郎
影山部隊の士官、大尉。士官学校卒業のため、生真面目でカチコチの軍人。マルタ島攻略作戦において、影山少佐と共に降下猟兵となったが、高所恐怖症であったことが発覚する。
名前の由来は『バイオマン』のレッドワンの父親から。
高杉大尉
影山部隊の士官、大尉。郷大尉と同じ士官学校の卒業だが、彼とは対照的に機転が利き、軍人らしからぬ行動をすることも。
名前の由来は『バイオマン』のグリーンツーから。
柴田中佐
通称、鉈親父。影山少佐の部隊を欧州に送った張本人。
小山内孝
海軍少佐。兵隊元帥。『シャルンホルスト』の掌整備長。
右近少佐
兵隊元帥。『シャルンホルスト』の飛行隊長。松山出身で秋山真之の後輩。多国語が話せるため、シャルンホルストのイタリア人パイロット達とのパイプ役になっている。イタリア語を喋る時はなぜか語尾に「ざんす」を付ける。また、ドイツ語はオカマ言葉。興奮すると、言語がゴチャゴチャに入り交じり、周りの人間は何を言っているのか解らなくなる。「ドイツの科学力は日本一」という迷言を残す。

## 作品内に登場する組織
帝国歯車
中堅機械メーカーで、九七式戦車の改造版を制作した会社。影山少佐の実家でもある。
社名の由来は『バイオマン』の機械帝国ギアから。社長（少佐の父）の名前の由来は作家の陰山琢磨から。
独立歩兵第一大隊
帝国陸軍の建制から外れた実験部隊。北アフリカ到着時は歩兵1個中隊、戦車2個中隊と段列（補給・整備部隊）からなり、九七式中戦車改24両、トラック15両を装備していた。物語が進むにつれて、連合軍から鹵獲した戦車だの妖しい試作戦車だのを次々と編成に加えていく。なお、この部隊における九七式中戦車改は「新砲塔チハ」のことではなく、ドイツ軍から補給を受けやすいよう、主砲とエンジンをIII号戦車と同じものに換装したものである。
綾波隊
帝国海軍初の通商破壊専門部隊。正式名称は第二四戦隊。部隊の内訳は、仮装巡洋艦4隻とそれを母艦にした甲標的の改造版。主にインド洋を作戦範囲としている。
通信機能強化のため、戦艦日向が単独で派遣されたが、思わぬ状況を作ってしまった。
死神部隊
新設された電探搭載偵察飛行部隊、〇四二空の通称。〇〇七空（『殺しの番号』があだ名）や〇〇九空（『黒い幽霊』があだ名）など、部隊番号は『〇～～』が割り振られている。部隊名称を番号制としたのは現実と同じだが、現実には〇番台は存在しなかった。

## 作品内に登場する兵器
九七式戦車改
ノモンハン事件の時、故障して戦闘に参加できなかったことを隠蔽するため、書類上では撃破されたことになっていた九七式中戦車を帝国歯車が改造した車両で、エンジンは帝国歯車が開戦前にドイツから大量購入していたマイバッハ HL120TRMに換装されており、日本製なのは溶接で作られた細長い六角形の砲塔（挿絵では三式中戦車の砲塔に酷似）と前面装甲を50mmに強化した車体のみ。そのため、開戦前にイギリス軍の臨検を受けた際には武装を搭載しておらず「戦車の部品を流用した農業用トラクター」と言い逃れた。運んでいた貨客船『東洋丸』がバルセロナに入港した際に、先に入港していたフランス船籍（船籍は隠れ蓑で実際にはドイツが運用）の貨客船『マリー・セレステ号』から受け取ったIII号戦車のキューポラと砲（42口径50mm砲）、7.92mm機銃などを取り付けて完成した。
東洋丸→シャルンホルスト
17,000トンクラスの貨客船で、独立歩兵第一大隊及び天然ゴムなどをドイツ側に届けた。
影山隊を下ろしたあとは日本に帰還予定であったが、開戦により欧州に取り残された。しかし、同時期に日本に入港していた同型クラスの貨客船『シャルンホルスト』と船籍を交換することになる。
その後、簡単な改装で空母に改装できることが分かり、ドイツ海軍の要請で伊号第三〇潜が改装用の設計図を届けることとなった。その後、同時に届けた『飛龍』の生き残り組と共に戦力化。ただし、ドイツ空軍の横やりを嫌い、空母ではなく仮装航空巡洋艦と名乗っている。また、パイロット及び搭載機はすべてイタリア側でそろえられている。
実験的に機関はディーゼル機関が搭載されており、装甲がないことを除けば飛龍クラスの空母である。
地上襲撃機He162サラマンダー
アルミ装甲の軽戦車。ドイツ空軍元帥ヘルマン・ゲーリングが陸軍と喧嘩して、ゲーリング連隊用の戦車が手に入らなくなってしまったため、ハインケル社に当てつけで制作させた試作軽戦車。主砲は30mm機関砲または75mm無反動砲。
製作した会社が飛行機会社だったため、イメージ的には翼のないキャタピラの付いた飛行機。車体はアルミ鋳造のモノコック構造、エンジンを前に乗せて防弾の足しにしている。とてつもなく軽く最高70km/hで移動できたため、偵察用として活躍。飛行機としてなら厚いアルミ装甲だが、陸上兵器としては装甲がないに等しく、「アルミ缶」だの「弁当箱」だのと呼ばれた。
戦車一台に爆撃機一機分のアルミを消費してしまうため、シュペアー軍需相の逆鱗に触れ、数台生産されたのみで影山隊に在庫整理のために回されてきた。
名称の由来は史実のジェット戦闘機ハインケルHe162から。
特設巡洋艦『憂国丸』
綾波隊の仮装巡洋艦。9,200トンクラスの輸送船から改装。献金運動により建造され、元々陸軍向けのため後部に大発格納用のハッチが付いていた。14cm単装砲6門装備、甲標的甲型改8隻、零式水偵2機搭載。
同型艦1隻、準同型艦2隻。
艦名および艦長の名前の由来はクリス・ボイスの『キャッチワールド』から。
甲標的甲型改
綾波隊の主力兵器。甲標的の操舵装置を油圧式にし、ガソリン燃料の小型発電機を搭載した改造型。武装は艦首の魚雷2本のみ。
艦隊決戦ではなく、通商破壊のための兵器としてインド洋で活躍。
イギリス側の綾波隊壊滅作戦の主力であった戦艦ネルソンと一戦を交えることとなる。その際、無線装置など積んでいないため連携した戦闘は出来なかったが、乗組員の考えることは同じだったようで、20艇近くが集中的に戦艦ネルソン1艦に雷撃し撃沈する（後の調査によれば、この攻撃で艦底が脱落し一瞬のうちに轟沈したという）。
一号艇の乗員およびバケツの名前の由来はシティボーイズから。
烈風
輸入したフォッケウルフFw190の日本海軍名。三菱がさっぱり一七試式艦上戦闘機を完成させないため、比較的通商が回復したドイツから輸入してきた。陸軍でもFw190を採用を検討しており、採用後には『疾風』となる予定。
なお作中では、一七試式艦上戦闘機はFw190を参考に量産するようにと、事実上開発中止命令を受けている。
航空戦艦→戦艦空母日向
爆発事故を起こした5番砲塔の跡に格納庫を設け、そこと6番砲塔の両脇にそれぞれ射出機を設置した状態でインド洋に派遣される。なお伊勢の改造は中止された。
ネルソンとの砲撃戦で3番砲塔以外の主砲をすべて破壊され、戦艦として修理するのが割に合わないからと、甲板の穴をふさいだ上に初期のフューリアスのような非全通型の飛行甲板を設置した（公式には戦艦のまま）。艦首発艦甲板に噴進射出機2機、3番砲塔上に水上偵察機専用射出機を装備している。
戦艦の打たれ強さから移動要塞として本隊より前衛に展開。足の短い（飛行距離の短い）艦上戦闘機烈風（作中ではFw190の艦上戦闘機版）のために、燃料補給を行った（史実において日本海軍が行おうとしていた装甲空母信濃、大鳳によるアウトレンジ戦法）。